# Crieulon
Crieulon – rzeka we Francji, przepływająca przez teren departamentu Gard, o długości 21,4 km. Stanowi dopływ rzeki Vidourle.